# Beret
Beret este un sat în districtul Encs, județul Borsod-Abaúj-Zemplén, Ungaria, având o populație de 277 de locuitori (2011). 

## Demografie
Componența etnică a satului Beret
     Maghiari (63,37%)
     Romi (36,63%)
Componența confesională a satului Beret
     Romano-catolici (29,96%)
     Reformați (14,8%)
     Fără religie (13,36%)
     Greco-catolici (10,11%)
     Luterani (1,08%)
     Necunoscută (30,69%)
     Alte religii (3,61%)
Conform recensământului din 2011, satul Beret avea 277 de locuitori. Din punct de vedere etnic, majoritatea locuitorilor (63,37%) erau maghiari, cu o minoritate de romi (36,63%). Nu există o religie majoritară, locuitorii fiind romano-catolici (29,96%), reformați (14,8%), persoane fără religie (13,36%), greco-catolici (10,11%) și luterani (1,08%). Pentru 30,69% din locuitori nu este cunoscută apartenența confesională.